# Ніко Кейс
Неко Райчел Кейс (англ. Neko Richelle Case; нар. 8 вересня 1970, Александрія, Вірджинія, США) — американська співачка, музикантка, композиторка і авторка пісень українського походження (справжнє прізвище Шевченко). Широко відома своєю сольною кар'єрою і як членкиня канадського інді-рок гурту з Ванкувера (Канада) The New Pornographers.